# Patrícia Matieli
Patrícia Matieli Machado (* 8. November 1988 in Duque de Caxias, Brasilien) ist eine brasilianische Handballspielerin, die für die brasilianische Nationalmannschaft aufläuft.

## Karriere

### Im Verein
Matieli spielte für die brasilianische Mannschaft Metodista São Bernardo, mit der sie 2014 und 2015 die brasilianische Meisterschaft gewann. Nachdem die Saison in Brasilien im Dezember 2015 beendet worden war, schloss sie sich im Februar 2016 dem polnischen Erstligisten Vistal Gdynia an. Mit Vistal Gdynia gewann sie 2016 den polnischen Pokal sowie 2017 die polnische Meisterschaft. Im Sommer 2018 wechselte Matieli zum Ligakonkurrenten MKS Zagłębie Lubin, mit dem sie 2021 bis 2024 die polnische Meisterschaft sowie 2019 bis 2021, 2023 und 2024 den polnischen Pokal gewann.

### In Auswahlmannschaften
Matieli gab im Jahr 2012 ihr Debüt für die brasilianische Nationalmannschaft. Mit der brasilianischen Nationalmannschaft gewann sie jeweils die Goldmedaille bei den Südamerikaspielen 2018, bei der Süd- und zentralamerikanischen Meisterschaft 2018, bei den Panamerikanischen Spielen 2019, bei der Süd- und zentralamerikanischen Meisterschaft 2021, bei der Süd- und zentralamerikanischen Meisterschaft 2022, bei den Panamerikanischen Spielen 2023 und bei der Süd- und zentralamerikanischen Meisterschaft 2024. Weiterhin lief Matieli für die brasilianische Auswahl bei den Olympischen Spielen 2020 und bei den Olympischen Spielen 2024 auf.